# Kondratievo
Kondratievo (en russe : Кондра́тьево — jusqu'à 1940 en finnois : Säkkijärvi) est un village de l'oblast de Léningrad, dans la fédération de Russie. Sa population s'élevait à 1 012 habitants en 2008.

## Géographie
Kondratievo est situé dans le golfe de Finlande, à 60 km à l'est d'Hamina et à 40 km à l'ouest de Vyborg.

### Historique
Le traité de Nöteborg de 1323 évoque déjà le Säkkijärvi du royaume de suède.
Säkkijärvi est évoqué comme chapelle de Viipuri en 1541 et la paroisse devient indépendante en 1572, du temps de la république de Novgorod
Il fut cédé au royaume de Suède en 1583.
Säkkijärvi est partagé en deux en 1721 par le Traité de Nystad. 
En 1743, par le traité d'Åbo  Säkkijärvi est entièrement cédé à la Russie, comme partie de l'Ancienne Finlande. 
En 1812  l'ancienne Finlande retourne au Grand-duché de Finlande.
Lorsque la Finlande devient indépendante en 1917, Säkkijärvi lui est rattaché. 
Après la Guerre d'Hiver entre Finlandais (appuyés par l'Allemagne nationale-socialiste) et Soviétiques, le Traité de Moscou fait entrer 90 pour cent (448,7 km2) de la municipalité dans le territoire de l'URSS. 
En 1948, cette partie est renommée d'abord « Oulianovka », puis « Kondratievo », en mémoire du commandant du régiment de la Garde de combat, le colonel P. Kondratiev (1909-1943).

### Ylämaa et Miehikkälä
Les 10 pour cent restants furent rattachés en 1946 aux municipalités de  Ylämaa et de Miehikkälä, en Finlande.

## Histoire
En 1939, Säkkijärvi comptait 8 685 habitants.

### Villages de  Säkkijärvi avant guerre
- Alahäme
- Alaoutila
- Heinlahti
- Hujakkala
- Huovila
- Hyppälä
- Hyttilä
- Ihaksela
- Iivanala
- Jokikylä
- Kallola
- Karvala
- Kaukiala
- Kolhola
- Lahnajärvi
- Lahtiala
- Laihajärvi
- Laisniemi
- Lavola
- Muhulahti
- Nisalahti
- Nurmela
- Paakkala
- Ristsatama
- Salajärvi
- Santajoki
- Siissala
- Sirkjärvi
- Suurpäälä
- Säkkijärvi
- Säämälä
- Tapiola
- Teikarsaari
- Timperilä
- Vilajoki
- Vilaniemi
- Villala
- Väkevälä
- Yläoutila